# حسن حمدان (لاعب كرة قدم)
حسن حمدان العنيزي (مواليد 1 سبتمبر 2000) هو لاعب كرة قدم كويتي محترف يلعب في مركز الدفاع مع النادي الأهلي الأردني ومنتخب الكويت لكرة القدم.